# La Base
Pour les articles homonymes, voir La Base (organisation néonazie).

Logo de la CSD

La Base est la publication officielle de la Centrale des syndicats démocratiques (CSD), la plus petite des centrales syndicales québécoises. Il est publié une fois par an sous la forme d'un magazine couleur.
Une version électronique de la base est diffusée via internet sur une base mensuelle.
La base est aussi un terme syndical qui désigne les membres n'ayant pas de poste d'officier syndicaux ou de charge syndicale. Il s'agit de la majorité des membres.